# Dolichocephala maculatissima
Dolichocephala maculatissima är en tvåvingeart som beskrevs av Jones 1940. Dolichocephala maculatissima ingår i släktet Dolichocephala och familjen dansflugor.
Artens utbredningsområde är Kenya. Inga underarter finns listade i Catalogue of Life.